# Heinz Engl
Heinz Engl (ur. 28 marca 1953 w Linzu) – austriacki matematyk. 

## Życiorys
W 1975 ukończył studia na uniwersytecie w Linzu. Doktorat w 1977, profesura w 1983. Członek Austriackiej Akademii Nauk od 2003. Rektor Uniwersytetu Wiedeńskiego w latach 2011–2022. Członek Academia Europaea od 2013. 22 maja 2023 Heinz Engl został odznaczony Wielką Złotą Odznaką Honorową za Zasługi dla Republiki Austrii.